# Exegese alegórica de Homero

Apoteose de Homero (1827), Jean-Dominique Ingres

A exegese alegórica de Homero é uma interpretação ou explicação da obra homérica, baseada no axioma de que o poeta não expressou explícita ou literalmente seu pensamento, mas escondeu-o atrás de relatos mitológicos, por meio de uma linguagem enigmática ou alusiva.
A forma mais antiga de exegese alegórica (do grego άλλος, "outro", e αγοράομαι ,"dizer": que diz em outras palavras o que o poeta não expressou claramente), e ao mesmo tempo a mais constante da história, busca trazer à tona, no texto de Homero, um ensinamento físico, isto é, relativo à natureza (φύσις ) e a todos os fenômenos que aí ocorrem.
Também podemos distinguir uma exegese alegórica teológica ou mística, relativa a deuses e mistérios religiosos, mas muitas vezes intimamente ligada à exegese física, com os deuses sendo assimilados a entidades naturais ou agindo sobre a natureza.
Finalmente, há também, mais tarde e menos frequente, uma exegese alegórica histórica (ou historicista) e ética (ou moralizante).
A interpretação alegórica de Homero, praticada desde os tempos antigos por quase todos os filósofos, em última análise cobre um período de pelo menos 2.500 anos. Se a exegese física não foi aplicada apenas ao autor da Ilíada e da Odisseia, mas a vários outros grandes poetas gregos e latinos antigos (Hesíodo, Virgílio, Ovídio), a de Homero é sem dúvida a mais abundante em depoimentos escritos.

## Exegese física e teológica

### Os rapsodos e os pré-socráticos
Segundo Porfírio, o surgimento de uma linhagem de interpretação alegórica é traçado desde o século VI a.C., com Teágenes de Régio, sob uma postura defensiva dos sentidos simbólicos da narração mítica: com o início do pensamento filosófico, era criticada a leitura literal antropomórfica e imoral dos deuses de Hesíodo e Homero, tal como a atacou o pré-socrático Xenófanes de Cólofon e até mesmo Platão posteriormente em A República. Teágenes propunha uma leitura tanto física quanto moral e psicológica:
"O discurso geral acerca dos deuses liga-se geralmente ao inapropriado, e mesmo ao inconveniente; pois os mitos que ele narra sobre os deuses não são convenientes. Para dissolver tal acusação, há quem evoque a maneira de falar; estes estimam que tudo foi dito sob o modo da alegoria e concerne a natureza dos elementos, como por exemplo, no caso de desacordos entre os deuses. É assim que, segundo eles, o seco combate o úmido, o quente o frio, e o leve o pesado; a água apaga o fogo, mas o fogo seca a água. (...) <Dizem que> ele organizou batalhas dando ao fogo o nome de Apolo, Hélio ou Hefesto, à água o de Posêidon ou Escamandro, à lua o de Ártemis, ao ar o de Hera etc. Do mesmo modo, acontecia-lhe de dar os nomes de deuses para disposições, Atena para a sabedoria, Ares para a insensatez, Afrodite para o desejo, Hermes para a fala, e associam <estas disposições> a eles. Este modo de defesa é muito antigo e de Teágenes de Régio, que foi o primeiro a escrever sobre Homero, considerando sua maneira de falar"

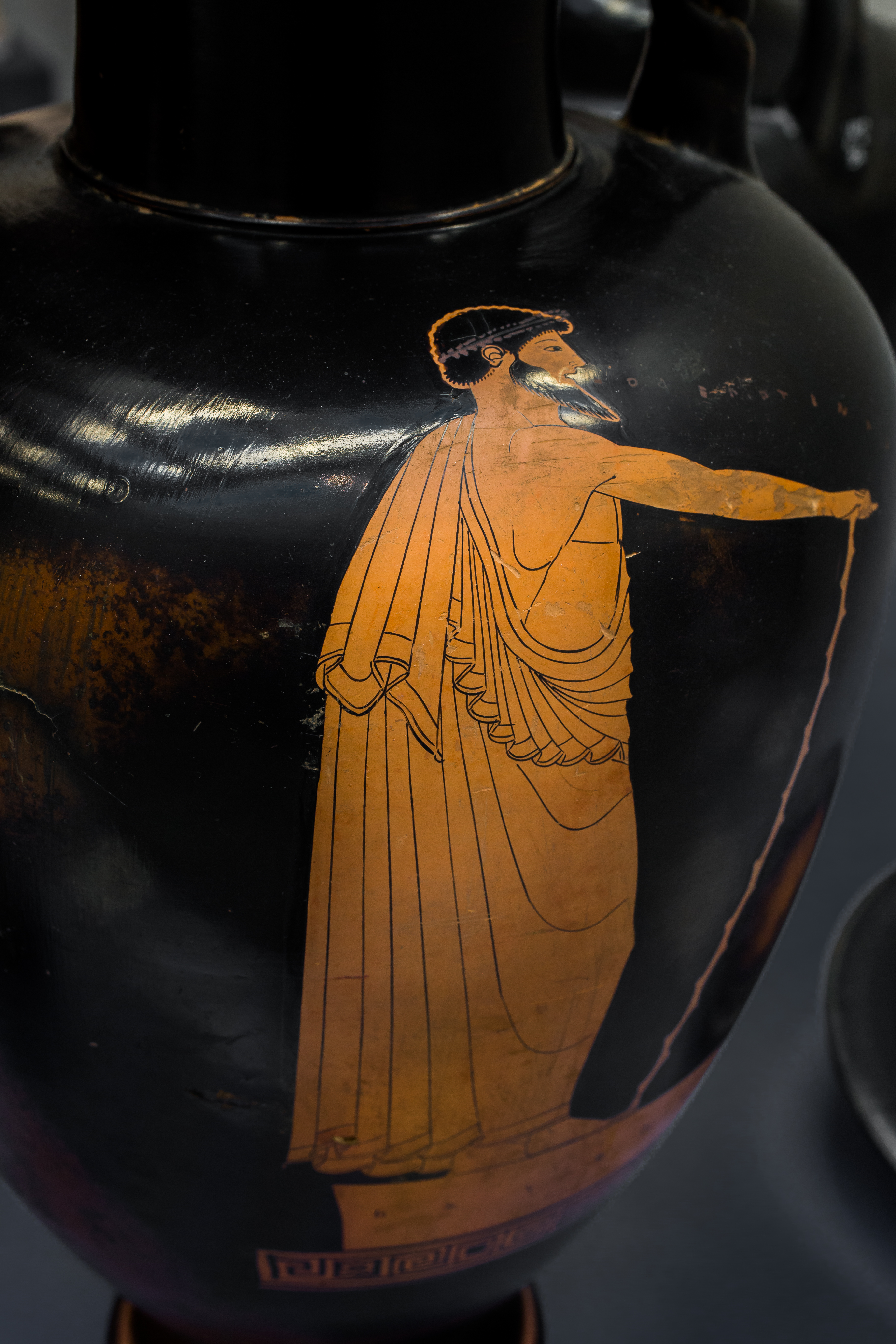
Rapsodo sobre uma bema. Ânfora do Pintor de Cleófrades (c. 490 a.C.)

No entanto, já os rapsodos, ou homéridas, sucessores diretos de Homero (do século VIII a.C.), deveriam, ao recitar os versos do Aedo, ser capazes de comentar ao mesmo tempo sobre o "significado" ou a "intenção” que o poeta tinha em mente. Os exegetas mais antigos de Homero, porém, cujos nomes conhecemos, são de fato Teágenes e Metrodoro de Lâmpsaco (século V a.C.):
- "Agamemnon representa o éter; Aquiles, o Sol; Helena, a terra; Alexandre, o ar; Heitor, a Lua; os outros têm nomes que lhes correspondem. Entre os deuses, Deméter representa o fígado; Dioniso, o baço; Apolo, bile."[6]

Chegou aos filósofos pré-socráticos (séculos VI e e V a.C.) de comentarem o poeta na mesma perspectiva: além de Xenófanes, atribuem-se referências por parte do pensamento de Tales de Mileto, Anaxágoras de Clazômenas, Heráclito de Éfeso, Empédocles de Agrigento, Demócrito de Abdera:
- "Tomemos Tales de Mileto: admitimos que ele foi o primeiro a colocar, na origem do universo, a água como elemento primitivo [...] Mas qual é o verdadeiro pai dessa opinião? Não é Homero, quando diz: Oceano, pai de todos os seres?"[8]
- "Aqui está como Empédocles formula a composição do universo: Às vezes a amizade rearranja e reúne a tudo, às vezes, por outro lado, o ódio e a discórdia raptam tudo. Ele dá à harmonia e à união o nome de amizade, e ao desacordo o nome discórdia. Antes dele, Homero alude a essa amizade e essa discórdia [...] na fábula de Afrodite e Ares. A primeira representa a mesma coisa que amizade em Empédocles; o segundo, é a discórdia."[9]

### Pitágoras e os pitagóricos
Pitágoras compartilha com Homero o raro privilégio de ver os versos atribuídos a ele serem qualificados como "de ouro". De fato, segundo seus biógrafos, o filósofo foi iniciado na leitura do Aedo por Hermodamas de Samos e, pelos relatos de Jâmblico, Estobeu e Eustácio de Tessalônica teria se inspirado na obra homérica, em particular no desenvolvimento de sua doutrina dos números e sobre a palingenesia ou metempsicose:
- "O mito de Circe é uma alusão ao que Pitágoras e Platão ensinam sobre a mente. [...] Homero dá o nome de Circe ao movimento circular e periódico da palingênese."[11]
- "Os companheiros de Odisseu são metamorfoseados em porcos e outros animais semelhantes. É uma alusão ao fato de que os espíritos dos homens tolos passam para corpos pertencentes a espécies animais. Sua queda os sujeita à revolução circular do universo que Homero chama de Circe (Círculo)."[12]

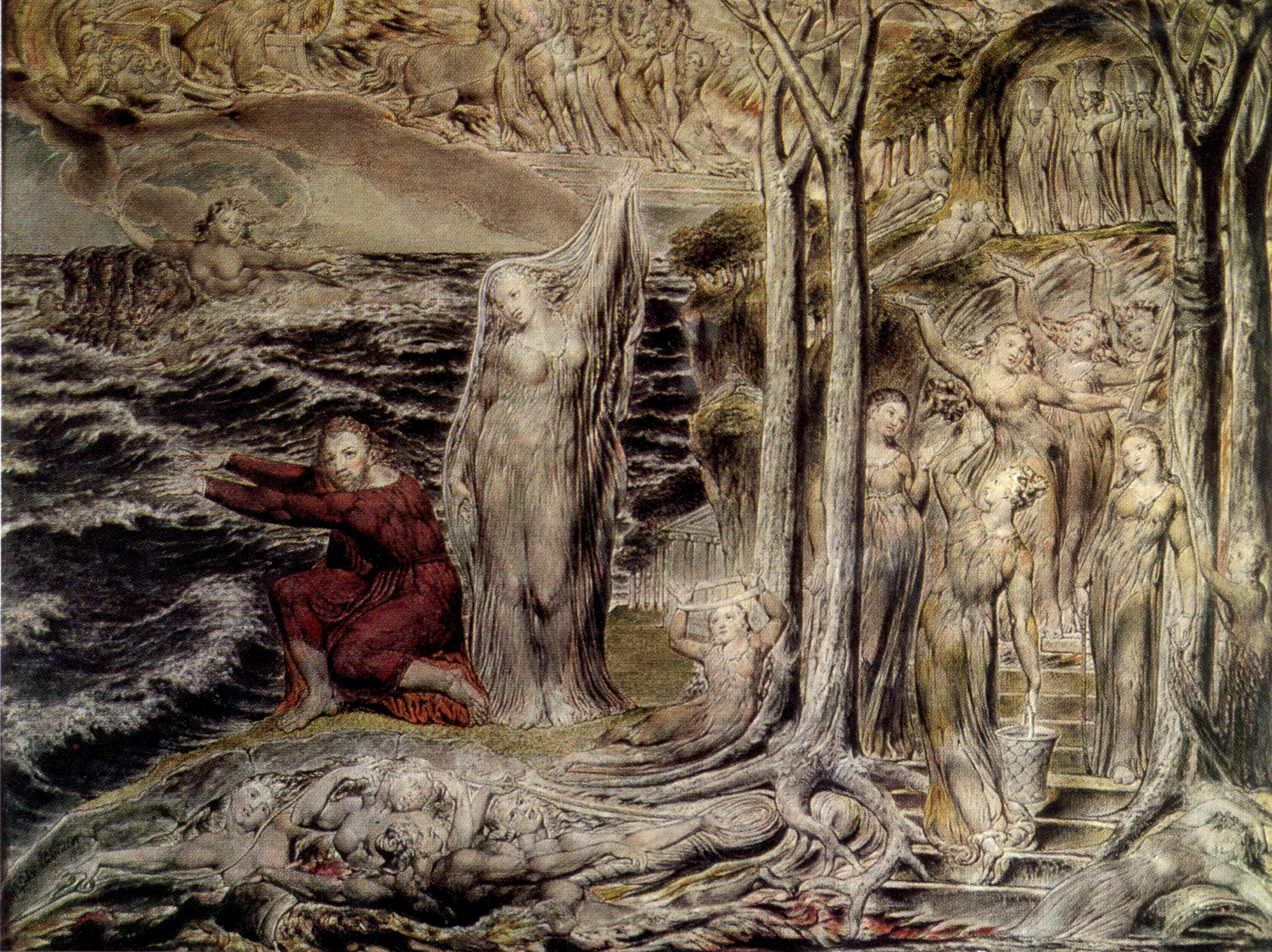
Ilustração de William Blake ao livro exegético de Porfírio, Sobre o Antro das Ninfas na Odisseia. Segundo Porfírio, a história das jornadas ao mar simboliza o processo de encarnação do homem, sua descida ao corpo material, que é assim gradualmente purificado, e retorno à sabedoria.

Os discípulos de Pitágoras foram inspirados por Homero em, por exemplo, impor a regra do silêncio:
- "Quando Telêmaco diz: Que deus está dentro, entre aqueles que habitam a expansão do céu? [Odisseia, XIX, 40], seu pai assume nestes termos: Cale a boca, guarde para si o que vem à sua mente e não faça perguntas! Isso é o que ditam os deuses que habitam o Olimpo. [Ibidem, 42 e 43]. Apoiando-se nesta exegese, os pitagóricos não respondiam àqueles que, sobre os deuses, faziam perguntas perigosas, afrontosas e triviais."[14]

O neoplatônico Porfírio (século III – início do IV) tornou-se ilustre pela redação das Questões Homéricas e de O Antro das Ninfas, obras em que o texto de Homero é frequentemente interpretado alegoricamente com conceitos do neopitagorismo:
- "Considerando a raça divina e a raça humana, os pitagóricos assumiram uma terceira, inteiramente venerável: a do rei ou do sábio. Homero foi o primeiro a localizar, entre deuses e homens, o rei [...]: Que eles próprios sejam testemunhas perante os deuses abençoados, perante os homens mortais e perante o rei."[17]

### Platão e os platônicos
A obra de Platão (século IV a.C.), por sua vez, contém comentários alegóricos de Homero, geralmente formulados por Sócrates:
- "a necessidade de se estar familiarizado com um bom número de poetas, especialmente com Homero, o melhor e mais divino poeta de todos, e de apreender seu pensamento e não apenas aprender decoradas suas palavras, é uma questão de inveja; já que um homem nunca pode ser um bom rapsodo sem entender o que diz o poeta. Pois o rapsodo deve tornar-se um intérprete do pensamento do poeta para seu público; e fazer isso corretamente sem saber o que o poeta quer dizer é impossível."[18]
- "Pela famosa corrente de ouro, Homero não quer dizer outra coisa senão o Sol, mostrando assim claramente que enquanto a esfera celeste e o Sol se movem, tudo tem ser e tudo o preserva tanto entre os deuses quanto entre os homens; mas, se viessem a repousar como presos, todas as coisas desmoronariam e o que aconteceria seria, como dizem, uma revolta universal".[19]
- "Homero, que, na linha “Oceano a origem dos deuses, e Tétis sua mãe” (Ilíada 14.201, 302) disse que todas as coisas são descendentes de fluxo e movimento; ou você não acha que ele quis dizer isso?"[20]

Um diálogo fortemente dedicado a uma alegorização dos deuses é o Crátilo:
- "Essa é uma questão mais importante, meu amigo. Os antigos parecem ter tido a mesma crença sobre Atenas que os intérpretes de Homero têm agora; ou a maioria destes, ao comentar sobre o poeta, diz que ele representa Atenas como mente (νοῦς) e intelecto (διάνοια); e o criador de seu nome parece ter tido uma concepção semelhante dela, mas lhe dá o título ainda mais grandioso de "mente de Deus"."[21]

Entre os mais famosos platônicos, Plutarco de Queroneia (I século e início do II) cita várias interpretações alegóricas do texto homérico; o Pseudo-Plutarco, autor do livro Sobre a Vida e a Poesia de Homero, dedicará um grande capítulo a esse tipo de exegese:
- "Hefesto é qualificado como “coxo” porque o fogo sem lenha não funciona, nem o coxo sem bastão."[23]
- "A propósito de Hera, que se embeleza para Zeus e o cinto mágico, podemos ver uma certa purificação do ar que se aproxima do elemento ígneo."[24]

Fílon de Alexandria (século I) cita versos de Homero como autoridade em apologética a suas interpretações da Bíblia judaica, assim como outros autores judeus o fizeram antes.
Em seguida, vieram os neoplatônicos Porfírio (ver acima) e Proclo (século V), com o sexto tratado de seu Comentário sobre a República de Platão, onde se acumulam interpretações alegóricas do poeta:
- "Parece, de fato, que o Criador universal, ao compor o mundo de elementos opostos e introduzir nele uma amizade proporcional, ao mesmo tempo reúne as atividades de Hefesto, as de Ares e as de Afrodite: quando ele gera as oposições dos elementos, ele as gera de acordo com o Ares que está neles; quando ele implementa sua amizade, ele age de acordo com o poder de Afrodite; quando ele liga o que pertence a Afrodite ao que é próprio de Ares, ele adota a arte de Hefesto como um exemplo preliminar. Ele mesmo é todas as coisas e trabalha com todos os deuses."[27]

Existem também comentários teológicos sobre Homero prevalentes nas obras do neoplatônico Plotino (século III), Hérmias de Alexandria (século V) e Olimpiodoro, o Jovem (século VI).

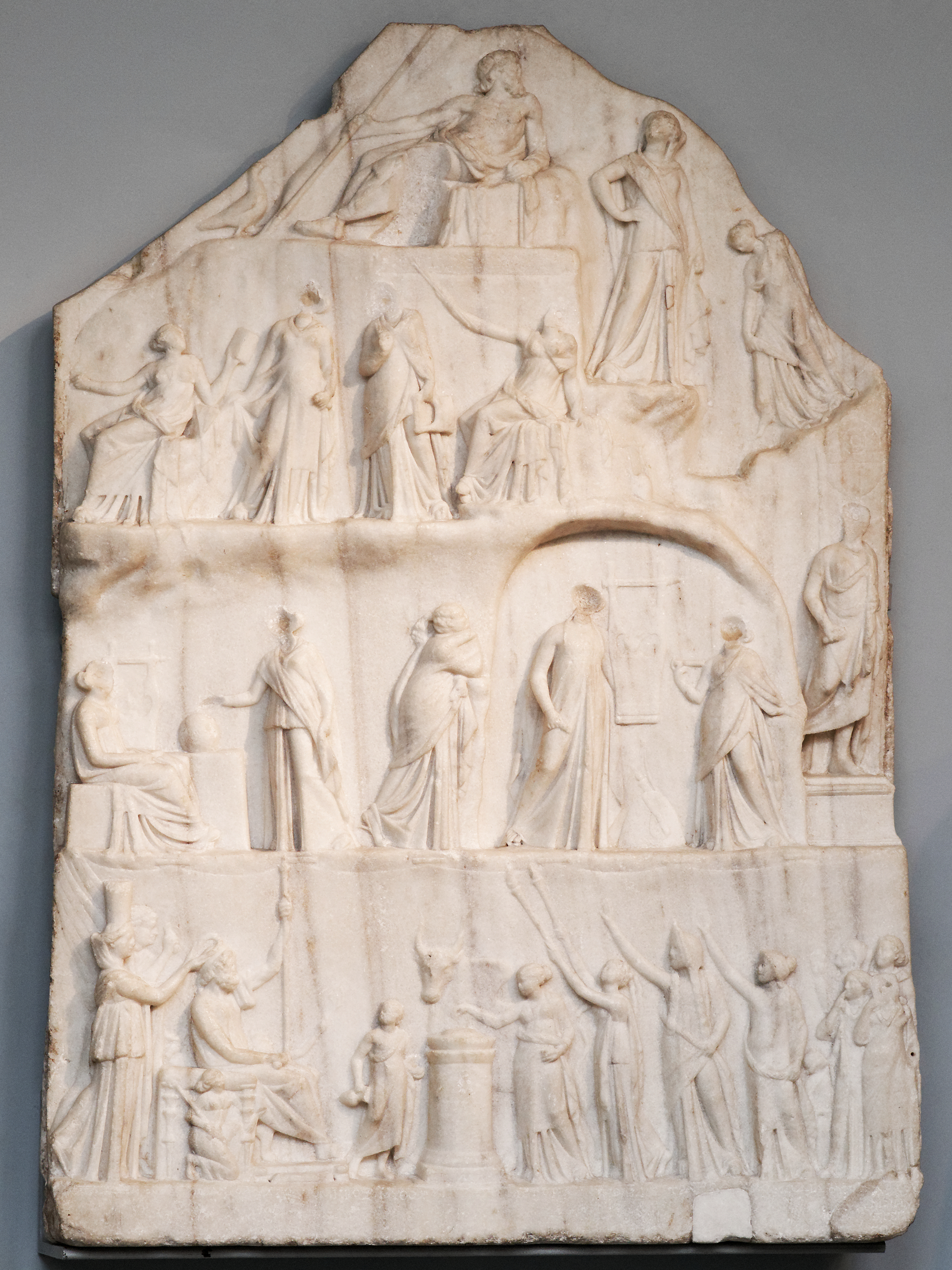
Apoteose de Homero por Arquelau de Priene (século III a.C.)

### Epicuro e os epicuristas
Epicuro (século III–IV a.C.) teria baseado vários temas de sua filosofia (felicidade dos deuses, busca do prazer) em várias passagens homéricas:
- "Epicuro e sua escola confiaram nessa passagem [Odisseia, IX, 3 a 11] para definir o prazer como o fim de nossas ações."[28]

### Os estoicos
"É geralmente reconhecido que a exegese edificante de Homero foi praticada principalmente pelos estóicos e que estes a herdaram dos antigos rapsodos." A interpretação física é neles onipresente:
- "Cleantes (séculos III e IV a.C.) convida a ler άνα Δωδωναιε [mestre de Dodona] [Ilíada, XVI, 232] em uma única palavra, a ver em Zeus o ar que se evapora da terra e que, por causa da exalação (ανάδοσις), é qualificado como αναδωδωναιος”.[30]

Um caso particularmente representativo é o estoico Cornuto (século I) cujo livro Visão geral da tradição teológica grega é uma compilação em que todo o panteão homérico é explicado como um conjunto de alusões a fenômenos naturais. No entanto, sua explicação é exclusivamente etimológica, despojando Homero de qualquer intenção alegórica, e propunha uma transmissão quase literal que seria imediatamente identificável no idioma grego:
- "Hades representa o ar, cujas partes são mais espessas e que estão mais próximas da terra".[33]
- "Zeus mora no céu, pois é aqui que se localiza a parte principal da Alma do mundo. [...] A tradição faz Hera (Ήρα), isto é, do ar (αήρ), sua esposa e sua irmã. Na verdade, está unida a ele e ligado a ele quando ele se levanta da terra e a cobre.[34]

Já outro contemporâneo seu, o gramático Heráclito, na obra Alegorias Homéricas, defendeu o contrário de que Homero adotou uma escrita fortemente alegorizante e tentou resgatá-lo de acusações de blasfêmia: conferiu-lhe dimensão cosmológica, exaltando a sua forma filosófica e que suas histórias sobre as divindades não violavam a moral. Nessa obra, todos os grandes episódios da Ilíada e da Odisseia são interpretados alegoricamente: ela é a primeira obra preservada que comenta o texto homérico de forma sistemática, do início ao fim. Heráclito foi um caso um tanto enigmático, que não pode ser classificado como platônico, epicurista ou estoico, mas evidencia principalmente o estoicismo em sua escrita.
- "A sabedoria tem um nome a que não falta crédito: μῶλυ (“moly”); porque ela visita sozinha (μόνους), ou apenas (μόλις), alguns (ολίγους) homens"[37]
- "Em frente à água Homero ateia fogo, chamando o Sol pelo nome de Apolo, e a natureza úmida pelo nome de Poseidon."[38]

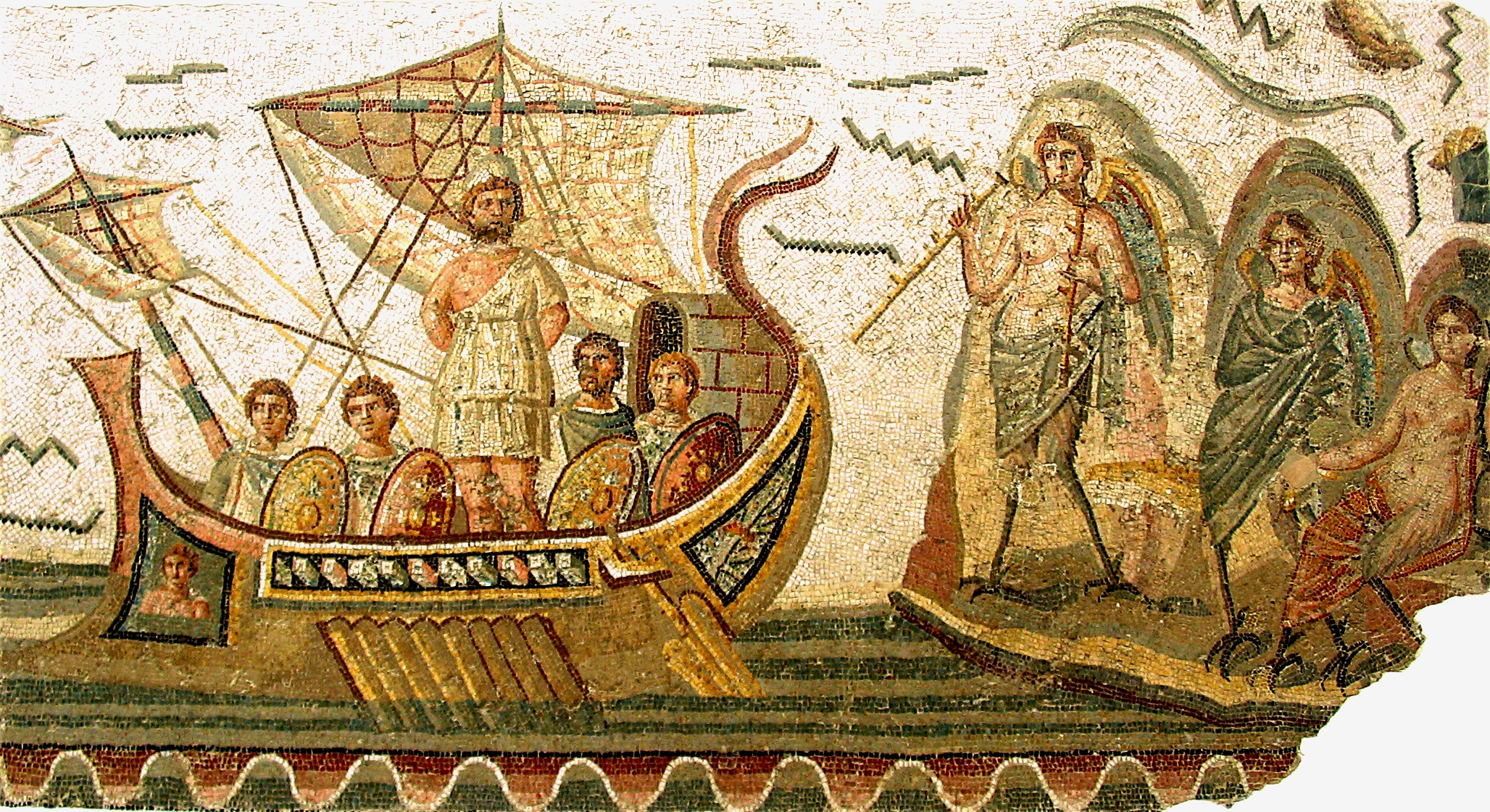
Mosaico romano representando Odisseu e as Sereias, século II

### Outros exegetas da Antiguidade
Muitos outros autores antigos, gregos e latinos, ao menos fornecem amostras da exegese físico-teológica de Homero: Aristóteles, Cícero, Macróbio, Numênio, Apuleio, Calcídio etc.

### Os bizantinos e os árabes
Coleções posteriores, reunindo um grande número de comentários homéricos antigos de outra forma desconhecidos, mas também contribuições originais, foram produzidas por dois bizantinos do século XII: Eustácio, arcebispo de Tessalônica, e João Tzetzes. Há alguns comentários no tratado alegórico Sobre Homero de Gemisto Pletão (segunda metade dos século XIV - primeira do XV). Existem também vários comentários filosóficos sobre Homero, inteiramente originais, escritos pelo bizantino Cristóforo Contoleão (final do XV - início do XVI). Finalmente, encontramos várias interpretações físicas do texto homérico entre os antigos autores árabes:
- "O poeta qualificou a única lâmina de ouro dos dons de Deus [Ilíada, XX, 268], por excelência e no plural [. . . ] Este ouro (χρυσός) não é portanto uma coisa rústica: ele protege (ρύεται) da morte!"[46]
- "Hera representa éter; as duas bigornas presas a seus pés, a terra e o mar; a corrente de ouro que liga suas mãos, a matéria ígnea e combustível".[47]
- "Penélope (Πηνελόπη) representa aquele que tomou (λαβουσα) os fios (πήνας) dos destinos, ou seja, a trama de acordo com a natureza e a ordem que a natureza fiou, e que não quer se submeter a ela, pois ela é superior à natureza; é por isso que a poetisa representa por ela as atividades sobrenaturais."[48]

### Os humanistas e os alquimistas
Intimamente relacionados aos comentários físicos dos antigos, os comentários sobre Homero posteriores, escritos por humanistas e alquimistas, ou filósofos herméticos, a partir do século XIV, são muitos e variados. Existem muitos comentários físicos originais entre eles. Incluem-se os nomes de Pedro Bono (século XIV), François Rabelais (século XVI), Jean Dorat (século XVI), Blaise de Vigenère século XVI), Giovanni Bracesco (século XVI), Michael Maier (século XVII), etc:
- "Os deuses não vivem de pão e vinho como os mortais, por isso não têm sangue, mas sim uma substância que chamam de “icor” [Ilíada, V, 339-342], que é como uma serosidade salsuginosa sutil, evitando a corrupção em animais e todos os outros compostos elementares."[49]
- "Proteu é o mercúrio que muda em todas as formas e se recupera novamente".[50]
- "Proteu, Tritão e outras monstruosidades desse tipo inventadas por poetas não indicam nada além de questões filosóficas".[51]

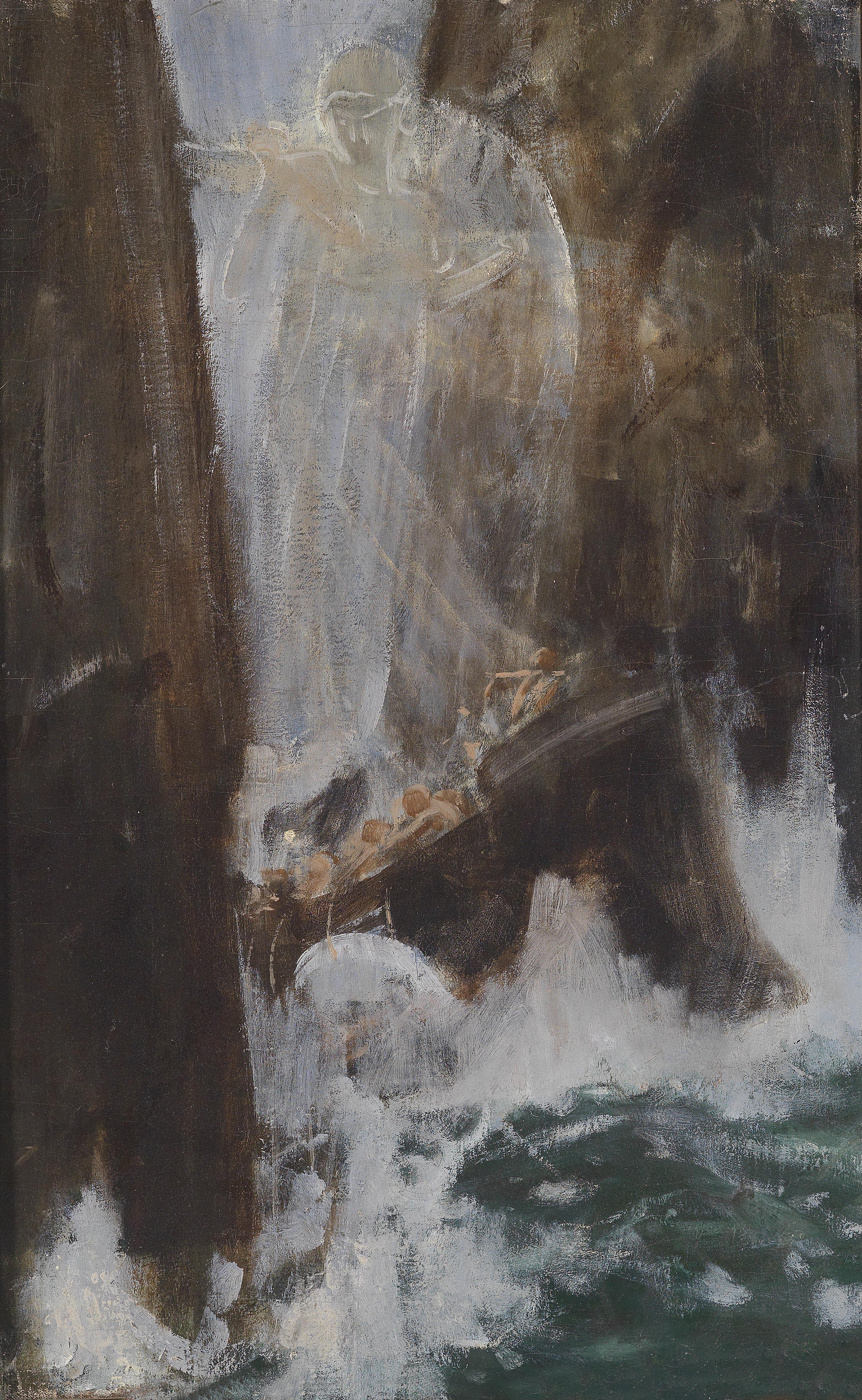
Jornada de Odisseu, de Adolf Hirémy-Hirschl

### Os cristãos
Quase desde o início do cristianismo, os escritores cristãos também comentaram o Aedo, muitas vezes em uma perspectiva teológica estritamente cristã: citam-se Clemente de Alexandre e Hipólito de Roma (meados do século II – início do III); mais tarde, especialmente o bizantino Pselo (século XI).
- Os poetas e filósofos gregos frequentemente distinguiam vários Zeus; Clemente de Alexandria explica que ao falar de "grande Zeus", Homero designa o que os cristãos chamam de "Deus, o Pai"; quando ele fala sobre "Zeus que detém a égide", isto seria o que os cristãos chamam de "Deus, o Filho".[53]
- Pselo vê nos diferentes deuses sentados perto de Zeus (Ζηνός) (Ilíada, IV, 1) os Querubins, Poderes, Principados, Dominações, Espíritos servidores, Serafins, Arcanjos, Anjos, etc. sentados ao lado do Verbo que dá vida (ζην).[54]

### Os modernos
Embora a exegese física pareça perder, após o século XVIII, seu apelo um tanto em favor da questão homérica, bem como da abordagem puramente literária da obra homérica (abordagem tal que foi anteriormente quase totalmente negligenciada), no entanto, continua a ter seus representantes: Fabre du Bosquet (século XVIII), em sua Concordance mytho-physico-cabalo-hermétique; o beneditino A. J. Pernety (século XVIII) em Les Fables égyptiennes et grecques dévoilées e seu Dictionnaire mytho-hermétique; bem como Emmanuel Hoogvorst em seus artigos intitulados Le Fil de Penelope (século XX):
- "Aquiles era filho de Peleu e Tétis. [...] Peleu vem ou de πελός, preto, marrom, lívido, ou de πηλός, lama, atoleiro. Tétis é considerada a água. [...] Então aqui está Aquiles, filho de Lama Negra e Água."[59]
- "Então, por que foi necessário que Ulisses fosse consultar as palavras de Tirésias? O Hué, que é um dos nomes da Alma do mundo, não deve descer ao inferno mineral para libertar a semente de ouro que aí está enterrada?"[60]

## Exegese histórica
Na Antiguidade, a interpretação alegórica que dá ao texto de Homero um sentido puramente histórico foi desenvolvida especialmente por Paléfato, autor de um livro Histórias Inacreditáveis, e por Evêmero (século IV a.C.):
- "Como é que, por exemplo, acreditamos nos centauros? [...] Os jovens [...] imaginavam andar a cavalo (até então nos contentávamos em atrelar cavalos a carruagens) para caçar touros e crivá-los com suas flechas: daí o seu nome de Centauros, ou pica-touros".[62]
- "Os deuses, para Evêmero, são antigos conquistadores ou civilizadores".[63]

Sem ter conhecido o mesmo impacto da interpretação física e teológica, a exegese histórica de Homero, e da mitologia em geral, experimentou um interesse renovado com o abade Antoine Banier (século XVIII): "Diversas vezes revisada e ampliada, sua grande obra de interpretação histórica da mitologia é fortemente marcada pelo evemerismo e quase não faz referência hoje, mas foi recebida em sua época com muito apreço." Seu contemporâneo Dom Pernety (ver acima), um defensor da exegese física, lutou em suas Fables para desmantelar os argumentos historicistas do Padre Banier.

## Exegese ética
Tão menos importante do que a exegese física, mas mais presente do que a histórica, foi a explicação moralizante dos episódios homéricos. O interesse demonstrado pelos antigos filósofos pela mente, ou ψυχή, naturalmente os levou a formular certas considerações éticas e a buscar apoio delas no texto do Aedo. Exemplos são encontrados em Aristóteles, entre os epicuristas, estoicos, como também em alguns escritores cristãos, como Mateus de Éfeso (final do século XIII – início do XIV):
- "Ao examinar a intenção do poeta, pensamos ver em Ulisses o intelecto soberano do espírito; em seus companheiros, pensamentos e poderes inatos [...]; em Circe, que enfeitiça e altera as formas da dignidade do raciocínio, o prazer vil e irrefletido.[65]

As traduções feitas pelos renascentistas Leôncio Pilato e Angelo Poliziano eram lidas com intenção moralizante. Assim também as publicações pelos primeiros editores Demétrio Calcondiles e Giovanni Acciaiuoli foram acrescidas de comentários. Mais tarde, sua leitura foi vista por alguns como coadjuvante aos ensinos do cristianismo, como defendia James Dupont.